# Schulterblick
Mit dem Schulterblick ist der Blick eines Fahrers über die Schulter gemeint, um den nachkommenden Verkehr, der sich im so genannten toten Winkel befindet, vor dem Abbiegen oder Fahrstreifenwechsel zu erkennen.
Dieser Blick dient als Absicherung vor Unfällen, da die seitlichen oder (Weitwinkel-)Außenspiegel des Fahrzeugs meist nicht den toten Winkel komplett abbilden. Dies gilt auch für Schulterblicke vor dem Aussteigen aus der Fahrertür, insbesondere wegen des erhöhten Risikos für Radfahrer, in die sich öffnende Fahrertür zu fahren und zu stürzen (Dooring-Unfall).